# Acocil
Acocil är sötvattenlevande kräftdjur, egentligen två arter, Cambarellus montezumae och  Cambarellus zempoalensis. Acocil liknar flodkräfta till sin konstitution, men med ett gult, genomskinligt skal. Den är också mindre, cirka 5 cm lång. Som flertalet övriga kräftor lever den på ruttnande djur- och växtdelar. Den förekommer i insjöar, dammar och andra sötvattendrag i centrala Mexiko, och var en viktig föda för azteker och andra kulturer runt Texcocosjön.